# Nora Schmitt
Nora Schmitt (* 11. Oktober 1924 in Waidhaus/Oberpfalz; † 2. März 2023 in Dreieich, Hessen) war eine deutsche Schriftstellerin.

## Leben
Nora Schmitt veröffentlichte seit den 1960er-Jahren Romane und Erzählungen. 1986 nahm sie am Ingeborg-Bachmann-Wettbewerb in Klagenfurt teil. Die Autorin lebte in Dreieich/Hessen.

## Werke (Auswahl)
Erzählungen
- Man hat so ein Bild von sich. Erzählungen. Syndikat, Frankfurt/M. 1985, ISBN 3-8108-0230-1 (Inhalt: „Abreise“, „Trinkgelder“, „Das Wiesel“, „Irgendein Stein“, „Man hat so ein Bild vor sich“, „Bert, der Angler“, „Lisls Glück“, „Straßenbekanntschaften“, „Tusculum“ „Charlys Freund“, „Komödie“).
- Die goldene Strasse. Europäischer Verlag, Wien 1963.

Romane
- Irina. Roman. Syndikat, Frankfurt/M. 1984, ISBN 3-8108-0219-0.
- Der Judaspreis (Der gute Bauernroman; Bd. 85). Herbert-Potzinger-Verlag, Graz 1958.

| Personendaten    | Personendaten             |
| ---------------- | ------------------------- |
| NAME             | Schmitt, Nora             |
| KURZBESCHREIBUNG | deutsche Schriftstellerin |
| GEBURTSDATUM     | 11. Oktober 1924          |
| GEBURTSORT       | Waidhaus, Oberpfalz       |
| STERBEDATUM      | 2. März 2023              |
| STERBEORT        | Dreieich, Hessen          |